# Tommy Keane
Tommy Keane (16 de septiembre de 1968 – 28 de diciembre de 2012) fue un jugador profesional irlandés que jugó como centrocampista.

## Primeros años
Keane nació en Dublín y se crio en Galway.

## Carrera
Keane firmó con Harry Redknapp para jugar en el Bournemouth, aunque también jugó para el Colchester United, haciendo un total de 19 apariciones en la Football League.
En octubre de 1988 volvió a Irlanda y firmó por el Galway United, haciendo su debut en la Liga irlandesa de fútbol el 23 de octubre de 1988 en Cobh Ramblers. Durante la temporada 1990–91 de la liga irlandesa fue el mayor goleador del Galwaycon 8 goles. Keane también marcó en cada ronda de la Copa de Irlanda hasta la final. En el día más grande de la historia del Galway, Keane fue nombrado el hombre del partido que enfrentaba al Galway United y al Shamrock Rovers. También jugó para el Sligo Rovers, Finn Harps y Athlone Town, equipo en el que se retiró.
Keane también representó a la selección irlandesa en sus niveles inferiores.

## Muerte
Keane murió el 28 de diciembre de 2012 en Galway.

## Clubes
| Club                   | País       | Año     |
| ---------------------- | ---------- | ------- |
| Bournemouth            | Inglaterra | 1985-87 |
| Colchester United F.C. | Inglaterra | 1987-88 |
| Galway United F.C.     | Irlanda    | 1988-91 |
| Sligo Rovers F.C.      | Irlanda    | 1991-92 |
| Galway United F.C.     | Irlanda    | 1991-92 |
| Finn Harps F.C.        | Irlanda    | 1992-93 |
| Athlone Town           | Irlanda    | 1993-95 |

## Palmarés
- Copa de Irlanda 
  - Galway United – 1991[5]